# Глинское (Полтавская область)
Глинское (укр. Глинське) — село, Малобудищанский сельский совет, Полтавский район, Полтавская область, Украина.
Код КОАТУУ — 5321383603. Население по переписи 2001 года составляло 224 человека.

## Географическое положение
Село Глинское находится на правом берегу старицы Соломяник на реке Ворскла, ниже по течению на расстоянии в 1 км расположено село Хижняковка. К селу примыкает лесной массив — урочище Старая Ворскла.

## История
Как считают некоторые историки, на месте Глинского находился средневековый город Глинск — столица Глинского княжества. Этой точки зрения придерживались Ю. Вольф, Л. В. Падалка, А. Яблоновский, А. М. Лазаревский, С. Кричинский, А. И. Баранович, М. С. Грушевский, Д. И. Мышко. Она отражена в ряде современных изданий. В то же время А. Б. Супруненко, Е. В. Русина и Е. Н. Осадчий полагают, что на Ворскле находился не Глинск, а упоминаемый в родословии князей Глинских город Глинница.
В первой половине XVI века округа Глинского представляла собой имение Глинщина и Ворсклъ, которое принадлежало княжне Аграфене Григорьевне Глинской (жене князя Василия Домонта), а затем перешло к её зятю Михаилу Ивановичу Грибунову. По сведениям 1552 года, Михаил Грибунов (Грабунович) владел городищем и селищем «на реце Ворскле на имя Глинско». В конце XVI — начале XVII веков имением распоряжались шляхетские роды Байбуз и Проскур. На эти земли претендовали шляхтичи Станислав и Михаил Келбовские, Иван Луцкевич, а также князья Вишневецкие. В 1632 году польский король пожаловал городища Глинск и Бельск, расположенные «над рекою Ворсклой», скарбовому писарю Петру Мировицкому. В 1634 году Глинск достался Лукашу Жолкевскому, после перешёл к Александру Конецпольскому, а в 1646 году был захвачен Иеремией Вишневецким.

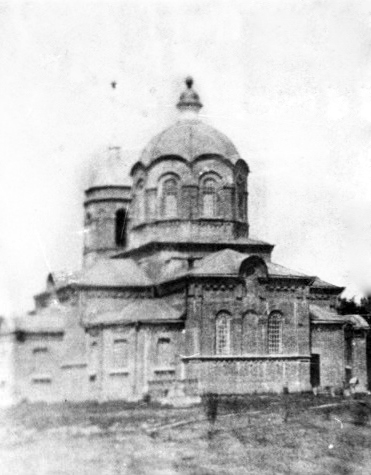
Церковь в начале XX века

Преображенская церковь в Глинском известна с 1722 года. В 1861 году при ней открыта приходская школа, в 1889 году — школа грамоты. В 1900 году построено новое каменное здание храма.

## Объекты социальной сферы
- Клуб.

## Достопримечательности
- В Глинском нашли захоронение пяти рыцарей, которые, возможно, принимали участие в битве на Ворскле в 1399 году на стороне литовского князя Витовта[30].

## Известные жители и уроженцы
- Косенко, Алексей Афанасьевич (1913—2006) — Герой Социалистического Труда.